# John Patrick Amedori
John Patrick Amedori (Baltimore, Maryland, 20 de abril de 1987) é um ator norte-americano.

## Biografia
John estudou na escola de artes Actors Center na Filadélfia. Ele tem um irmão mais novo chamado Anthony Amedori que também é ator. Tem bons amigos como o ator Taylor Ball do programa de TV, Still Standing.
Seu papel mais notável foi no filme Efeito Borboleta no qual interpreta o personagem principal, "Evan Treborn" aos treze anos de idade. Ele também apareceu em várias séries de TV, incluindo Law & Order, Nip/Tuck, Joan of Arcadia e Ghost Whisperer. Fez o filme Virada Radical de 2002, no qual contribuiu com a canção, "Love Song", para a trilha sonora do filme.
Ele toca guitarra desde os nove anos. Sua primeira banda se chamava, "Sanitarum", e foi formada com o seu melhor amigo quando ele tinha apenas onze anos de idade. Ele já apareceu em muitos comerciais de TV, os maiores foram para a Coca-Cola e Nestea. Amedori apareceu na série de drama da FOX, Vanished, que estreou no outono de 2006. Também apareceu na série Gossip Girl como "Aaron Rose", meio irmão de "Blair Waldorf" e que tem um relacionamento com "Serena van der Woodsen" na série de livros. Em 2002, ele estrelou o filme independente Incest, que ganhou o prêmio Audience Award no Denver Film Festival.

## Filmografia

### Cinema
| Ano  | Filme                   | Papel                | Notas   |
| ---- | ----------------------- | -------------------- | ------- |
| 2010 | Low Grounds: The Portal | Delany               |         |
| 2009 | Happy Together          | Paul Stuckey         |         |
| 2009 | TiMER                   | Mikey                |         |
| 2007 | Kara's File             | John                 |         |
| 2006 | Virada Radical          | Poot                 |         |
| 2006 | Love Is the Drug        | Jonah Brand          |         |
| 2005 | Mrs. Harris             | David Harris (jovem) | Para TV |
| 2005 | Péssimos Hábitos        | Jimmy                |         |
| 2005 | The Good Humor Man      | Corner Store Clerk   |         |
| 2004 | Efeito Borboleta        | Evan (aos 13)        |         |
| 2002 | Incest                  | Manni                |         |
| 2000 | Corpo Fechado           | Garoto Hostage       |         |
| 1998 | D Minus                 | Lead                 |         |

### Televisão
| Ano  | Título                            | Papel               | Notas        |
| ---- | --------------------------------- | ------------------- | ------------ |
| 2018 | The Good Doctor                   | Dash                |              |
| 2017 | Dear White People                 | Gabe                |              |
| 2013 | Criminal Minds                    | Bryan Hughes        | 1 episódio   |
| 2008 | Gossip Girl                       | Aaron Rose          | 6 episódios  |
| 2008 | The Cleaner                       | Brian Porter        | 1 episódio   |
| 2007 | CSI: NY                           | T.J. Lindmark       | 1 episódio   |
| 2007 | Numb3rs                           | Lee Brady           | 1 episódio   |
| 2006 | Vanished                          | Max Collins         | 13 episódios |
| 2005 | Law & Order: Special Victims Unit | Wayne Mortens       | 1 episódio   |
| 2005 | Nip/Tuck                          | Max Pollack         | 1 episódio   |
| 2005 | Ghost Whisperer                   | Jason Shields       | 1 episódio   |
| 2005 | House M.D.                        | Matt Davis          | 1 episódio   |
| 2005 | Rocky Point                       | Eli                 | 1 episódio   |
| 2004 | Joan of Arcadia                   | Loner Loser Kid God | 1 episódio   |
| 2003 | Still Standing                    | Jason               | 1 episódio   |
| 2002 | State of Grace                    | Neil Sullivan       | 1 episódio   |
| 2002 | The Guardian                      | Justin Damira       | 1 episódio   |
| 2001 | Philly                            | Neil Toland         | 2 episódios  |
| 2001 | Law & Order                       | Zack                | 1 episódio   |